# Rosa Linux
Rosa Linux — линейка дистрибутивов Linux (изначально основанных на Mandriva), разработку которых ведёт российская компания «НТЦ ИТ РОСА». На «ROSA Linux» основаны проекты  MagOS Linux. В линейку включены серверная версия ROSA Server и настольная версия ROSA Desktop. Для каждой из версий доступны свободно распространяемые редакции, а также построенные на их основе защищённые варианты, сертифицированные ФСТЭК России и российским Министерством обороны.

## История и разработка
В 2007—2010 годах проходили стадии исследования, макетирования, разработки инструментария и проектирования.
Свободный настольный вариант дистрибутива для дома называется «Desktop Fresh Rn», где n — номер версии. Версия с длительной поддержкой называется «Rosa Enterprise Desktop Xn» (ранее Marathon), где n — номер версии.
Дистрибутив для серверов называется «Rosa Enterprise Linux Server» (RELS).
Основной продукцией компании являются сертифицированные ФСТЭК и Министерством обороны РФ дистрибутивы, которые носят названия металлов — «Кобальт», «Никель», «Хром», их поддержка и компоновка программными средствами. Этих вариантов нет в свободном доступе.
Разрабатывается вариант мобильной ОС для ARM-процессоров.
Изначально формировалась группа компаний РОСА. 18.02.2010 зарегистрировано ЗАО «РОСА».
10.08.2011 зарегистрирована дочерняя компания ООО «РОСА ЛАБ».
11.03.2012 создано ООО «НТЦ ИТ РОСА».
В результате реорганизации группы компаний в 2014 году ЗАО «РОСА» и ООО «РОСА Лаб» были ликвидированы. В настоящее время разработка линейки ОС РОСА сконцентрирована в ООО «НТЦ ИТ РОСА» (Научно-технический центр информационных технологий «Российские операционные системы»).

## Особенности
В качестве основной графической среды рабочего стола используется KDE. В разное время выпускались дистрибутивы, в том числе сообществом, со средами GNOME, LXDE, LXQt, XFCE4, но им уделяется меньше времени и обеспечения качества.
В дистрибутиве используются собственные разработки:
- ABF (Automatic Build Farm)[11] — распределённая среда непрерывной разработки и сборки на основе системы управления версиями Git. ABF спроектирован как структурный фасад для частных (дистрибутиво-зависимых) технических процессов. Данный подход позволяет с минимальным порогом входа, без масштабных изменений в пакетных базах и технологиях сборки, добавлять в ABF дистрибутивы на различных пакетных базах. Единая внешняя логика, поддерживаемая ABF, предоставляет возможность быстрого обмена функционалом между группами разработчиков из базовых и производных дистрибутивов и между разными базовыми дистрибутивами, а также ускоряет появление в дистрибутивах нового прикладного функционала от внешних поставщиков. Проект OpenMandriva[12] заимствовал сборочную среду ABF.
- ROSA Hardware DB[13] — база данных испытанного оборудования;
- RocketBar — панель быстрого запуска приложений с возможностью переключения между ними;
- SimpleWelcome — единая точка запуска приложений, сгруппированных по функциональному назначению;
- TimeFrame — инструмент визуализации содержимого, который позволяет отслеживать активность и находить документы и файлы по определённым датам.
- StackFolder — апплет, позволяющий организовать быстрый доступ к наиболее используемым каталогам и файлам (включён в KDE 4.10 по умолчанию);
- Klook — утилита быстрого просмотра группы файлов (аналог QuickLook в Mac OS X, в KDE 4.10 по умолчанию);
- ROMP — мультимедиа-проигрыватель, основанный на MPlayer и SMPlayer;
- ROSA Software Center — центр установки приложений;
- Upstream Tracker[14] — отслеживание и анализ совместимости изменений в Linux-библиотеках;
- Kernel ABI Tracker[15] — анализ изменений в ядре Linux.

Начиная с релиза Rosa Marathon 2012, дистрибутивы собираются в сборочной среде собственной разработки.
C 2011 года издаётся технический журнал «Точка РОСЫ», в котором можно прочитать об остальных собственных разработках в дистрибутиве.

## История выпусков
| Версия              | Окружение                           | Дата выпуска    | Версия ядра Linux | Платформа |
| ------------------- | ----------------------------------- | --------------- | ----------------- | --------- |
| 2011 «Hydrogen»     |                                     | 21 декабря 2011 |                   | N/A       |
| 2012 LTS «Marathon» |                                     | 13 мая 2012     |                   | 2012lts   |
| Desktop Fresh 2012  |                                     | 19 декабря 2012 | 3.6.10            | 2012.1    |
| Desktop Fresh R1    | KDE                                 | 6 июня 2013     | 3.8.12            | 2012.1    |
| Desktop Fresh R1    | LXDE                                | 17 июля 2013    |                   | 2012.1    |
| Desktop Fresh R2    | KDE                                 | 4 декабря 2013  | 3.10.19           | 2012.1    |
| Desktop Fresh R2    | LXDE                                | 30 декабря 2013 |                   | 2012.1    |
| Desktop Fresh R2    | GNOME                               | 21 января 2014  |                   | 2012.1    |
| Desktop Fresh R3    | KDE                                 | 29 апреля 2014  | 3.10.34           | 2012.1    |
| Desktop Fresh R3    | GNOME                               | 5 ноября 2014   | 3.10              | 2012.1    |
| Desktop Fresh R4    | KDE                                 | 8 октября 2014  | 3.14.15           | 2014.1    |
| Desktop Fresh R4    | LXDE                                | 29 октября 2014 | 3.14.15           | 2014.1    |
| Desktop Fresh R5    | KDE                                 | 25 декабря 2014 | 3.14.25           | 2014.1    |
| Desktop Fresh R5    | LXDE                                | 3 февраля 2015  | 3.14.25           | 2014.1    |
| Desktop Fresh R5    | GNOME                               | 11 марта 2015   | 3.14.33           | 2014.1    |
| Desktop Fresh R6    | KDE                                 | 15 июля 2015    | 3.14.44           | 2014.1    |
| Desktop Fresh R7    | KDE 4, KDE 5, LXQt                  | 5 января 2016   | 4.1.15            | 2014.1    |
| Desktop Fresh R7    | GNOME                               | 25 февраля 2016 | 4.1.16            | 2014.1    |
| Desktop Fresh R8    | KDE 4, KDE 5, GNOME 3, MATE         | 2 августа 2016  | 4.1.25            | 2014.1    |
| Desktop Fresh R8.1  | KDE 4                               | 22 февраля 2017 | 4.9 LTS           | 2014.1    |
| Desktop Fresh R9    | KDE 4, KDE 5, GNOME 3, LXQt, (XFCE) | 19 апреля 2017  | 4.9.20 LTS        | 2016.1    |
| Desktop Fresh R10   | LXQt, KDE 4, KDE 5                  | 4 декабря 2017  | 4.9               | 2016.1    |
| Desktop Fresh R11   | LXQt, KDE 4, KDE 5, Xfce            | 15 марта 2019   | 4.15 или 5.1 Бета | 2016.1    |
| Desktop Fresh R11.1 | LXQt, KDE 4, KDE 5, Xfce            | 24 апреля 2020  | 5.4.32            | 2016.1    |
| Desktop Fresh 12    | KDE 5                               | 12 октября 2021 | 5.10.71           | 2021.1    |
| Desktop Fresh 12.1  | KDE 5, GNOME                        | 12 ноября 2021  | 5.10.74           | 2021.1    |
| Desktop Fresh 12.2  | KDE 5, GNOME, LXQt                  | 14 февраля 2022 | 5.10.74           | 2021.1    |
| Fresh 12.3          | KDE 5, GNOME, LXQt, Xfce, Сервер    | 31 октября 2022 | 5.15.75           | 2021.1    |
| Fresh 12.4          | KDE 5, GNOME, LXQt, Xfce, Сервер    | 28 марта 2023   | 6.1.20            | 2021.1    |
| Fresh 12.5          | KDE 5, GNOME, LXQt, Xfce, Сервер    | 2 апреля 2024   | 6.6.47            | 2021.1    |
| Fresh 13            | KDE 6, GNOME                        | 28 февраля 2025 | 6.12.13           | 2023.1    |

Основная редакция, описанная в статье — Rosa Fresh. Кроме «домашней» редакции существуют также и другие:
- РОСА «КОБАЛЬТ» ФСТЭК — Операционная система, имеющая сертификат ФСТЭК России.
- РОСА «ХРОМ» — Операционная система предназначена для оснащения рабочих мест пользователей без специальных требований по информационной безопасности.
- РОСА «КОБАЛЬТ» — Операционная система для рабочих станций, обладающая расширенными функциями безопасности.
- РОСА «БАРИЙ» — Live-дистрибутив на токене, сочетающий в себе функциональность сертифицированного средства защиты с интегрированной управляемой Flash-памятью.[40]

## Распространение
Свободные версии дистрибутивов РОСА для дома распространяются с зеркала компании и службы Яндекс. Mirror.
В распространении коммерческих дистрибутивов Роса сотрудничает с сетью партнёрских компаний.

## Мнения
LinuxBSDos.com сделал обзор на ROSA Desktop Fresh R2 с GNOME. Блог написал:
Предполагается, что ROSA Desktop Fresh будет иметь последние версии программного обеспечения, но ROSA Desktop Fresh R2 GNOME не соответствовал этому. Вместо GNOME 3.10, последней стабильной версии рабочего стола GNOME 3, вы получаете GNOME 3.8.4.
LinuxBSDos.com также сделал обзор на эту же версию с KDE, и блог также имеет обзоры на раннюю версию — Fresh и Marathon 2012.
В октябре 2012 года Dedoimedo написал обзор на ROSA Marathon 2012:
ROSA — довольно элегантный дистрибутив с простым, чистым макетом, несколькими шикарными значками, окно-подобными украшениями и стильным меню. В целом, у вас возникнет соблазн угадать, в какой среде рабочего стола вы работаете, поскольку настроенный KDE опирается на более похожие функции GNOME.
Dedoimedo также написал обзор на ROSA Desktop Fresh R7:
ROSA R7 Desktop Fresh — интересный дистрибутив. У дистрибутива есть уникальная, своя собственная способность и идентичность, и он сочетает старые, проверенные, и не очень проверенные концепции от Mandriva с современными технологиями и внешностью. Конечный результат вполне «полярный», или, скорее, «биполярный». Вы будете любить его, или ненавидеть. Функциональность разумная, всё, что я пробовал, работало.
Джесси Смит сделал обзор на ROSA Desktop Fresh 2012 для DistroWatch Weekly:
Загрузка с диска вызывает меню, спрашивающее, хотим ли мы запустить среду ROSA в реальном времени или запустить системный установщик дистрибутива. Существует третий вариант, который заключается в загрузке с локального жёсткого диска, и я с удивлением обнаружил, что загрузка с локального диска является опцией по умолчанию. Это действительно имеет большое значение, поскольку это означает, что если мы установим дистрибутив, забудем извлекать диск (или USB-накопитель), который мы будем загружать в локальную установку ROSA. Отказ от запуска рабочего стола приводит нас к серии экранов с просьбой ознакомиться с лицензионным соглашением о дистрибутиве, установить наш часовой пояс и подтвердить раскладку нашей клавиатуры. Оттуда мы попали на рабочий стол KDE. Тема яркая, а фон приятный, светло-голубой. В нижней части экрана мы находим меню приложения, некоторые значки быстрого запуска и переключатель задач. Одна из первых вещей, которые я делала — найти установщика системы и попытаться запустить его. Когда я нажал на значок системного установщика, появилось всплывающее окно, в котором просто говорилось «пароль недействителен», и установщик закрыт. Учитывая этот приём, я решил перезагрузить компьютер и попробовать запустить установщик системы из меню загрузки.
Смит также сделал обзор на версию Fresh R9.